# Straż imienia Marii
Straż imienia Marii – katolickie czasopismo religijne wydawane w Mińsku od 1906 roku do najpóźniej 1910 roku; pierwsze polskojęzyczne czasopismo wydawane w tym mieście.

## Okoliczności powstania
Do 1905 roku na terytorium ziem zabranych wydawanie polskojęzycznej prasy było zabronione przez władze rosyjskie. W wyniku rewolucji 1905 roku doszło do liberalizacji prawa w tym zakresie. Imienny Ukaz Najwyższy co do przepisów tymczasowych o wydawnictwach peryodycznych 24 XI 1905 zniósł m.in. cenzurę prewencyjną prasy wychodzącej w miastach, a także zalegalizował wydawanie jej w językach narodowych, w tym polskim. Mieszkający na ziemiach zabranych Polacy wykorzystali tę możliwość przede wszystkim w Wilnie. W Mińsku natomiast wydawanie polskojęzycznej prasy napotykało na trudności i rozwijało się powoli. Przyczyną było małe zainteresowanie podejmowaniem tego typu inicjatyw ze strony miejscowych Polaków. Uzasadniano, że ich potrzeby zaspokaja już prasa wydawana w Wilnie. W tych warunkach polskojęzyczne wydawnictwa w Mińsku ograniczały się przede wszystkim do kalendarzy i jednodniówek.

## Czasopismo
„Straż imienia Marii” uważane jest za pierwsze w historii polskojęzyczne czasopismo wydawane w Mińsku. Jego założyciel, księgarz Józef Słowiński, otrzymał zgodę na wydawanie pisma 28 listopada 1906 roku od rosyjskiego gubernatora mińskiego Jakuba Erdellego. Redaktorami czasopisma byli kolejno: ksiądz Franciszek Grabowski, Józef Norejko i Józef Słowiński. Poruszało ono prawie wyłącznie tematy religijne i rozpowszechniane było tylko wśród członków katolickiej Kongregacji Mariackiej. Z uwagi na tematykę i ograniczone grono odbiorców, czasopismo nie wywarło znaczącego wpływu na mińską opinię publiczną. Od kwietnia 1910 roku kontynuatorem „Straży imienia Marii” był miesięcznik „Gwiazda Zaranna”.